# Wargo (cràter)
Wargo és un petit cràter d'impacte situat a la cara oculta de la Lluna. Està situat a sud del cràter Blazhko, a l'oest de Joule i a l'est-nord-est d'Ingalls.
| Localització de Wargo (centre de la imatge) |

| Rodalies de Wargo | Fotografia de la missió Clementine (1994) |

És un cràter recent, amb un prominent sistema de marques radials. Es troba a l'interior de Joule T (un cràter satèl·lit de Joule), tangent a la seva vora occidental. El sòl interior, marcat per alguns petits impactes, presenta un curiós contorn poligonal, que recorda a part d'un hexàgon regular.